# RE-MAIN
RE-MAIN (リメイン, Ri mein) est une série d'animation japonaise créée par Masafumi Nishida et produite par le studio MAPPA avec Kiyoshi Matsuda et Masafumi Nishida à la réalisation. 
Elle est diffusée du 4 juillet 2021 au 3 octobre 2021 sur TV Asahi. Dans les pays francophones, la série est diffusée en simulcast sur Wakanim.

## Synopsis
Minato Kiyomizu est un joueur de water-polo avec beaucoup de talent. Malheureusement après un accident de voiture, durant l'hiver de sa troisième année de collège, il tomba dans le coma.
À son réveil, Minato Kiyomizu a perdu la mémoire. Il a également oublié son expérience dans le domaine du water-polo. Ses derniers souvenirs datent de sa première année de collège.
En arrivant au lycée, il décide de reprendre le water-polo de zéro avec une nouvelle équipe. Mais cependant la jeune équipe va rencontrer de nombreux problèmes…

## Personnages

### Lycée Yamanami
Minato Kiyomizu (清水 みなと, Kiyomizu Minato)
Voix japonaise : Yūto Uemura (en)
Eitarô Oka (岡 栄太郎, Oka Eitarō)
Voix japonaise : Kōtarō Nishiyama (en)
Jô Jôjima (城島 譲, Jōjima Jō)
Voix japonaise : Subaru Kimura (en)
Chinu Kawakubo (川窪 ちぬ, Kawakubo Chinu)
Voix japonaise : Lynn
Shûgo Amihama (網浜 秀吾, Amihama Shūgo)
Voix japonaise : Soma Saito
Takekazu Ejiri (江尻 武一, Ejiri Takekazu)
Voix japonaise : Makoto Furukawa (en)
Yutaka Babayaro Inomata (猪俣ババヤロ豊, Inomata Babayaro Yutaka)
Voix japonaise : Tasuku Hatanaka (en)
Yoshiharu Ushimado (牛窓 善晴, Ushimado Yoshiharu)
Voix japonaise : Daisuke Hirose

### Lycée Shogakukan
Keita Kakihana (垣花 慶太, Kakihana Keita)
Voix japonaise : Taku Yashiro (en)
Riku Momosaki (百崎 陸, Momozaki Riku)
Voix japonaise : Yūma Uchida (en)
Kōki Toguchi (渡久地 光輝, Toguchi Kōki)
Voix japonaise : Shun Miyazato (en)
Akimitsu Bizen (備前 昭充, Bizen Akimitsu)
Voix japonaise : Hikaru Midorikawa

### Académie Rikka
Takeshi Toyama (富山 健, Toyama Takeshi)
Voix japonaise : Natsuki Hanae
Akihisa Fukui (福井 晃久, Fukui Akihisa)
Voix japonaise : Mahiro Takasugi (en)
Norimichi Ishikawa (石川 則道, Ishikawa Norimichi)
Voix japonaise : Yoshitsugu Matsuoka

## Production et diffusion
La série est annoncée en mars 2021. Elle est animée par le studio MAPPA et réalisée par Kiyoshi Matsuda avec Masafumi Nishida en tant que scénariste et réalisateur en chef. Aori Fujika s'occupant du design original des personnages, tandis que Shiho Tanaka adaptent les designs d'Aori pour l'animation. Kana Utatane compose la musique de la série.
La série est diffusée du 4 juillet 2021 au 3 octobre 2021 sur TV Asahi dans la case horaire NUMAnimation (ja). La série est également diffusée en simulcast dans les pays francophones sur Wakanim.
Enhypen interprète le générique de début intitulé Forget Me Not, tandis que Shugo Nakamura (en) interprète le générique de fin intitulé Kowareta Sekai no Byōshin wa.

### Liste des épisodes
| No | Titre français                     | Titre japonais             | Titre japonais                       | Date de 1re diffusion |
| No | Titre français                     | Kanji                      | Rōmaji                               | Date de 1re diffusion |
| -- | ---------------------------------- | -------------------------- | ------------------------------------ | --------------------- |
| 1  | Désolé, mais vous êtes qui ?       | ごめんなさい、誰ですか     | Gomennasai, dare desu ka             | 4 juillet 2021        |
| 2  | Je suis pas un prodige             | 僕は天才じゃない           | Boku wa tensai ja nai                | 11 juillet 2021       |
| 3  | Mets-toi un dandipac               | でもへんでくでせ           | De mo hen deku dese                  | 25 juillet 2021       |
| 4  | Je crois qu'on va se faire rétamer | なんかヤバいかも……         | Nanka yabai ka mo......              | 1er août 2021         |
| 5  | Tu fais peur !                     | いや怖いわ！！！           | Iya kowai wa!!!                      | 8 août 2021           |
| 6  | Regardez-moi tous                  | はい、こっち向いて         | Hai, kotchi muite                    | 15 août 2021          |
| 7  | Bon augure                         | 大安吉日                   | Taian kichijitsu                     | 29 août 2021          |
| 8  | Je connais pas ces mecs            | 誰なんだよ、こいつら       | Dare nanda yo, koitsura              | 5 septembre 2021      |
| 9  | J'ai toujours été moi              | 俺はずっと俺なんだよ       | Ore wa zutto ore nanda yo            | 12 septembre 2021     |
| 10 | Je sais pas gagner autrement       | 俺はこの勝ち方しか知らない | Ore wa kono kachikata shika shiranai | 19 septembre 2021     |
| 11 | Envoie ! Fais-moi la passe !       | 出せ！ 俺に出せ！          | Dase! Ore ni dase!                   | 26 septembre 2021     |
| 12 | C'est l'heure, vous êtes prêts ?   | さぁ、始めようぜ           | Sā, hajimeyō ze                      | 3 octobre 2021        |